# Болашацький сільський округ (Казталовський район)
Болаша́цький сільський округ (каз. Болашақ ауылдық округі, рос. Болашакский сельский округ) — адміністративна одиниця у складі Казталовського району Західноказахстанської області Казахстану. Адміністративний центр — село Болашак.
Населення — 1213 осіб (2021; 1869 у 2009, 2248 у 1999, 2026 у 1989).
Станом на 1989 рік існувала Миронівська сільська рада (села Богатирьово, Шильна Балка, Шильне), село Мирон перебувало у складі Бозобинської сільської ради. Станом на 1999 рік округ називався Богатирьовським.

## Склад
До складу округу входять такі населені пункти:
| Населений пункт | Старі назви                  | Населення, осіб (1989) | Населення, осіб (1999) | Населення, осіб (2009) | Населення, осіб (2021) |
| --------------- | ---------------------------- | ---------------------- | ---------------------- | ---------------------- | ---------------------- |
| Аккурай, село   | Шильна Балка, Шильний        | 319                    | 306                    | 229                    | 70                     |
| Болашак, село   | Богатирьово, Богатирьов      | 1142                   | 1140                   | 988                    | 751                    |
| Жана-Тан, село  | Мирон                        | 315                    | 480                    | 352                    | 227                    |
| Копкутір, село  | Копхутор, Кооп-Хутор, Шильне | 250                    | 322                    | 300                    | 165                    |